# テルメ金沢
テルメ金沢（てるめかなざわ）は、石川県金沢市松島町17番地に所在する温泉・宿泊施設である。株式会社テルメ金沢により運営されている。
西インター テルメ金沢、天然温泉リラックスパーク テルメ金沢と表記される場合もある。

## 概要
1994年に開業、2007年改築。24時間営業（大浴場とサウナは6時から翌日3時まで利用可能）。

## 温泉諸元
温泉はナトリウム塩化物泉の『松島温泉白糸の湯』を使用している。1日約860tもの湧出量を誇る。
高温湯・高濃度炭酸泉・つぼ湯・薬湯・飲み湯・露天風呂・寝湯、サウナなど全10種類以上の浴槽を備えており、北陸最大級の温泉パークとなっている。

## 施設諸元
出典→
- 1階 - フロント・ホール＆ダイニング「イルズ」、朝食バイキング、焼きたてパンの店、ブルーシールアイスクリーム、銀行ATM
- 2階 - 天然温泉大浴場、サウナ、リラクゼーションコーナー、休憩室（男女共有・女性専用）、パーラーテルちゃん、リネンカウンター
- 3階 - 金澤食談「ねまる」、焼肉・海鮮焼「かこみ」、ゲームコーナー、マージャンルーム、キッズ・ベビールーム、カラオケコーナー、宴会場
- 4階 - 健康マッサージサロン「ラグゼ」、宴会場、会議室、たかの友梨ビューティークリニック、宿泊フロア
- 5階 - 7階 - 宿泊フロア（洋室 501～566、 601～666、701～718)
- 別館 - テルメドミトリー (大会、合宿、遠征　利用)

全客室内にWi-Fi設置有。

## 交通アクセス
- E8北陸自動車道・金沢西ICより国道8号経由1分[3]。
- 金沢駅よりバスで25分（松島北下車）、タクシーで15分[3]。